# Hilleria latifolia
Hilleria latifolia är en kermesbärsväxtart som först beskrevs av Jean-Baptiste de Lamarck, och fick sitt nu gällande namn av H.Walter. Hilleria latifolia ingår i släktet Hilleria och familjen kermesbärsväxter. Inga underarter finns listade i Catalogue of Life.

## Bildgalleri

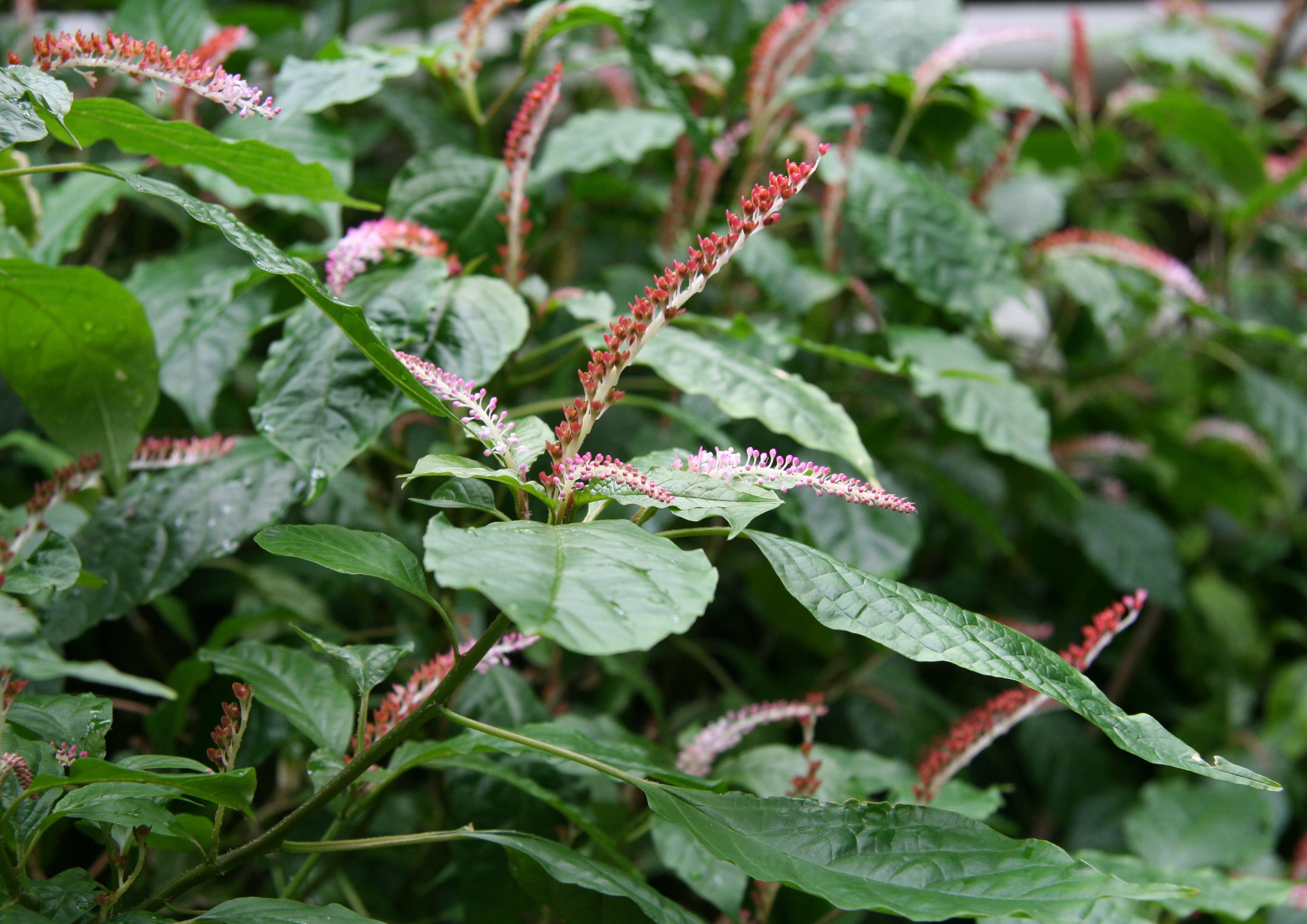